# Ledella
Ledella is een geslacht van tweekleppigen uit de  familie van de Nuculanidae.

## Soorten
De volgende soorten zijn bij het geslacht ingedeeld:
- Ledella aberrata Allen & Sanders, 1996
- Ledella acinula (Dall, 1890)
- Ledella aequatorialis (Thiele, 1931)
- Ledella argentinae Allen & Hannah, 1989
- Ledella austrocubana Filatova & Schileyko, 1984
- Ledella bernardi (Dautzenberg & Fischer, 1897)
- † Ledella concentrica (Marwick, 1931)
- Ledella confinis (E. A. Smith, 1885)
- † Ledella crassicostata (Maxwell, 1988)
- Ledella curtior (Cotton, 1930)
- Ledella despecta (E. A. Smith, 1885)
- Ledella dicella (Dall, 1908)
- Ledella ecaudata (Pelseneer, 1903)
- Ledella elfica Viegas, Benaim & Absalão, 2014
- Ledella elinguor (Kilburn, 1994)
- Ledella fiascona (Dall, 1916)
- Ledella finlayi Powell, 1935
- Ledella foresti (Métivier, 1982)
- Ledella galatheae Knudsen, 1970
- † Ledella hamata (Marwick, 1924)
- Ledella hebes (E. A. Smith, 1885)
- Ledella herdmani Dell, 1953
- † Ledella inflatella (Marwick, 1931)
- Ledella inopinata (E. A. Smith, 1885)
- Ledella jamesi Allen & Hannah, 1989
- Ledella jucatanica Filatova & Schileyko, 1984
- Ledella kermadecensis Knudsen, 1970
- Ledella legionaria Viegas, Benaim & Absalão, 2014
- Ledella lingulifer (Kilburn, 1994)
- Ledella lusitanensis Allen & Hannah, 1989
- Ledella manati Viegas, Benaim & Absalão, 2014
- Ledella marisnostri La Perna, 2004
- Ledella messanensis (Jeffreys, 1870)
- Ledella miliacea (Hedley, 1902)
- † Ledella mutabilis (Marwick, 1926)
- Ledella orixa (Dall, 1927)
- Ledella orstomi (Cosel, 1995)
- † Ledella pakaurangiensis Laws, 1941
- Ledella pala (Hedley, 1907)
- Ledella parva Verrill & Bush, 1897
- Ledella paucicaelata (Nicklès, 1955)
- Ledella polita Filatova & Schileyko, 1984
- Ledella procumbens (Prashad, 1932)
- Ledella pustulosa (Jeffreys, 1876)
- Ledella robusta F. R. Bernard, 1989
- Ledella sandersi Filatova & Schileyko, 1984
- Ledella similis Allen & Hannah, 1989
- Ledella solidula (E. A. Smith, 1885)
- Ledella spocki Viegas, Benaim & Absalão, 2014
- Ledella spreta (Thiele, 1931)
- Ledella sublevis Verrill & Bush, 1898
- Ledella tasmanica (Knudsen, 1970)
- Ledella ultima (E. A. Smith, 1885)
- Ledella verdiensis Allen & Hannah, 1989

### Synoniemen
- Ledella librata Dell, 1952 => Yoldiella librata (Dell, 1952)
- Ledella oxira [sic] => Ledella orixa (Dall, 1927)
- Ledella sandersi sensu Allen & Hannah, 1989 => Ledella verdiensis Allen & Hannah, 1989
- Ledella spinuliformis F. R. Bernard, 1989 => Ledellina convexirostrata Filatova & Schileyko, 1984
- Ledella tamara Gorbunov, 1946 => Yoldiella tamara (Gorbunov, 1946)